# トマス・ウィリアムズ (医師)
初代準男爵サー・トマス・ウィリアムズ（Sir Thomas Williams, 1st Baronet、1621年ころ - 1712年）は、イングランドの医師、政治家で、1675年から1679年までイングランド庶民院の議員を務めた。ウィリアムズは、チャールズ2世の侍医（Chymical Physician：薬を処方する内科医の意）であった。
ウィリアムズは、ウェールズのブレコンシャー州（Breconshire：現在のポーイス南部）タリスリン (Talyllyn) 出身だった同名の父トマス・ウィリアムズと、その妻でイングランド西部ヘレフォードシャー州ポストン (Poston) のジョン・ペア (John Pare) の娘メアリ・ペア (Mary Pare) の間に生まれた。ケント州で医師の修行をした後、1660年2月11日にロンドンの王立医学校 (Royal College of Physicians) にから特別開業有資格者 (Extra Licentiate) と認められた。1669年3月5日には、ケンブリッジ大学からM.D.（医学博士）を授与された。ウィリアムズは、1670年6月19日にチャールズ2世の侍医となり、1674年11月12日にエルサム (Eltham)準男爵に叙されて、いわゆる騎士議会 (Cavalier Parliament) 中間選挙で Weobley から選出されて議員となり、1678年までその地位にあった。
ウィリアムズはおよそ90歳まで生き、1712年9月12日にブレコンシャー州グラスベリ (Glasbury) で埋葬された 。
ウィリアムズは、1653年より前の段階で、ケント州イーラムの弁護士ジョン・ホグビーン (John Hogbeane) の娘アン・ホグビーン (Anne Hogbeane) と最初の結婚をしていた。アンは、1664年2月18日にイーラムで埋葬された。ウィリアムズは次に、ヘレフォードシャー州マドリー (Madley) の寡婦で、同州のトマス・ルイス (Thomas Lewis) の娘グレイス・カーワーディン (Grace Carwardine) と再婚した。